# Ourapteryx superba
Ourapteryx superba là một loài bướm đêm trong họ Geometridae.